# Cahaignes
Cahaignes ist eine Ortschaft und eine ehemalige französische Gemeinde mit 345 Einwohnern (Stand: 1. Januar 2021) im Département Eure in der Region Normandie. Sie gehörte zum Arrondissement Les Andelys und zum Kanton Les Andelys.
Mit Wirkung vom 1. Januar 2016 wurden die bis dahin selbstständigen Gemeinden Berthenonville, Bus-Saint-Rémy, Cahaignes, Cantiers, Civières, Dampsmesnil, Écos, Fontenay-en-Vexin, Forêt-la-Folie, Fourges, Fours-en-Vexin, Guitry, Panilleuse und Tourny zu einer Commune nouvelle mit dem Namen Vexin-sur-Epte zusammengelegt und besitzen in der neuen Gemeinde den Status einer Commune déléguée. Der Verwaltungssitz befindet sich im Ort Écos.

## Lage
Nachbarorte sind Cantiers im Nordwesten, Villers-en-Vexin und Les Thilliers-en-Vexin im Norden, Vesly im Nordosten, Authevernes und Château-sur-Epte im Osten, Berthenonville im Südosten, Fours-en-Vexin im Süden, Tourny im Südwesten und Fontenay-en-Vexin im Westen.

## Bevölkerungsentwicklung
| Jahr      | 1962 | 1968 | 1975 | 1982 | 1990 | 1999 | 2008 | 2015 |
| --------- | ---- | ---- | ---- | ---- | ---- | ---- | ---- | ---- |
| Einwohner | 197  | 172  | 158  | 196  | 279  | 299  | 350  | 363  |

## Persönlichkeiten
- Charlemagne Ischir Defontenay (1819–1856), Arzt und Schriftsteller